# Sipaliwini (okrug)
Sipaliwini je jedan od deset okruga u Surinamu. 

## Zemljopis
Okrug se nalazi u južnom dijelu zemlje, prostire se na 130.567 km2, te je veći od preostalih devet okruga zajedno.  Susjedni surinamski okruzi su Coronie, Brokopondo, Marowijne, Para i Nickerie. Sipaliwini je jedini surinamski okrug koji nema središte te njime upravlja iz glavnog grada države Paramariboa.

## Demografija
Prema podacima iz 2012. godine u okrugu živi 37.065 stanovnika, dok je prosječna gustoća naseljenosti 0,28 stanovnika na km².

## Administrativna podjela
Okrug je podjeljen na šest općina (nizozemski: resort) .
| Općina          | Površina km² | Gustoća stan./km² | Stanovništvo (2004.) |
| --------------- | ------------ | ----------------- | -------------------- |
| Tapanahony      | 42.199       | 0,3               | 13.805               |
| Boven Suriname  | 7.512        | 2,0               | 15.057               |
| Boven Saramacca | 5.929        | 0,3               | 1.537                |
| Boven Coppename | 15.839       | 0,0               | 595                  |
| Kabalebo        | 25.955       | 0,1               | 1.843                |
| Coeroeni        | 33.133       | 0,0               | 1.299                |

## Vanjske poveznice
- Vijesti iz okruga Nickerie